# Râul Izbucul
Râul Izbucul sau Râul Valea Izbucului este un curs de apă din Munții Bihor, unul din brațele care formează râul Bătrâna. 